# Maizena

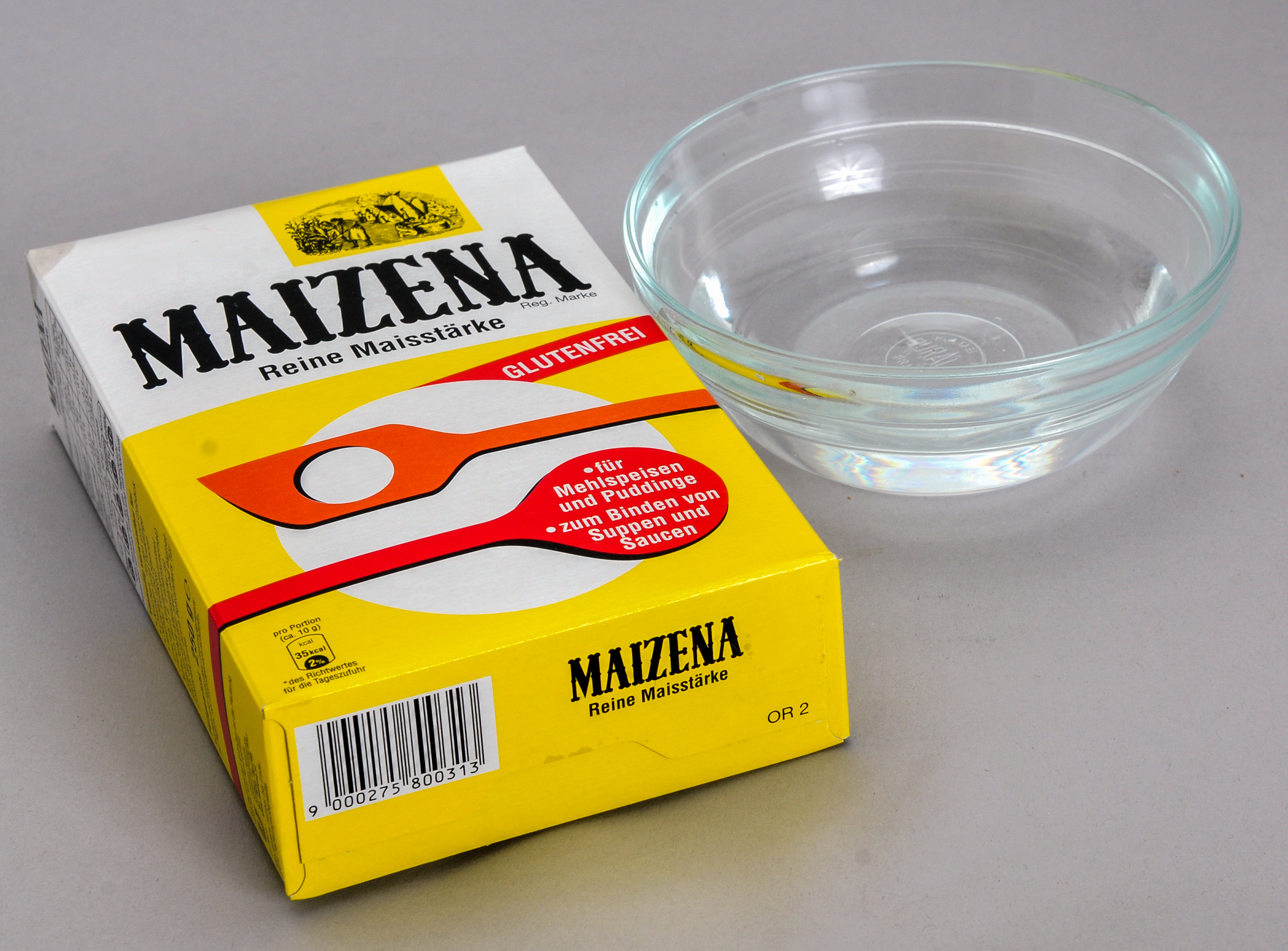
Maizena (embalagem da Alemanha).

Maizena é uma marca comercial de amido de milho criada nos Estados Unidos em 1842. O nome é originário da palavra maíz que na língua espanhola significa milho.

## História
A marca pertence à empresa multinacional Anglo-Holandesa Unilever, desde de 2000 quando da aquisição da multinacional norte-americana  Bestfoods.
A marca foi registrada em junho de 1891. Está presente há mais de 130 anos no Brasil, e há mais de 110 anos em Portugal.
 